# Грей, Джонни (регбист)
Джонатан Дуглас Грей (англ. Jonathan Douglas Gray; родился 14 марта 1994 года в Ратерглене) — шотландский профессиональный регбист, выступающий за «Эксетер Чифс» и сборную Шотландии на позиции лока. Вместе с одноклубником Генри Пиргосом занимает должность капитана «Глазго».

## Ранние годы
Джонни Грей начал играть в регби, когда учился в старшей школе Калдерген, а после выступал за любительские клубы «Камбусланг» и «Гамильтон». Тогда же он вызывался в юношеские сборные Шотландии разных возрастов. В 2012 году Грей получил грант имени Джона Макфейла, который дал молодому спортсмену возможность отправиться в Крайстчерч и на протяжении 18 недель выступать за местные команды, а также тренироваться с одним из наиболее успешных клубов Супер Регби — «Крусейдерс». Кроме того, он стал участником программы подготовки регбийных талантов Elite Development и подписал двухлетний контракт с «Глазго Уорриорз». Уже в раннем возрасте Джонни начали сравнивать с его старшим братом Ричи, на тот момент уже выступавшим за «Уорриорз» и сборную Шотландии на позиции лока.

## Клубная карьера
Вернувшись из Новой Зеландии Грей не получил много игрового времени в клубе, выйдя на поле на замену лишь в двух матчах, но в мае 2013 года подписал с  «Уорриорз» трёхлетний контракт. Уже в сезоне 2013/14 стал важным игроком линии нападения и вышел на поле в 20 матчах, сумев занести 2 попытки, в том числе в матче Кубка Хейнекен против «Тулона». Не менее важную роль Грей сыграл и в триумфальном для «Глазго» сезоне 2014/2015. Джонни провёл 18 матчей, в том числе победные полуфинал (с «Ольстером») и финал (с «Манстером»). После окончания сезона карьеру завершил многолетний капитан «Воинов» Алистер Келлок, а его место занял Грей, которому на тот момент был лишь 21 год. В ноябре 2015 года Джонни получил новый трёхлетний контракт. В 2016 году игровой прогресс молодого регбиста заинтересовал «Тулон», один из сильнейших клубов континента, однако Грей принял решение остаться в Шотландии.

## Международная карьера
Джонни Грей дебютировал за сборную Шотландии в 2013 году, выйдя на замену вместо своего старшего брата Ричи в тестовом матче со сборной ЮАР. В 2014 году в матче со сборной Аргентины братья Грей занесли по попытке (для младшего она стала первой за «чертополохов»). Предыдущий раз, когда два брата приземлили попытки в одном матче за сборную Шотландии, произошёл на чемпионате мира 1995 года.
Постоянным игроком основы регбист стал в 2015 году. На Кубке шести наций он провёл на поле все матчи, а позже был включён в состав сборной на чемпионат мира, где сыграл четыре матча группового этапа. В последнем, против Самоа, совершил грубый захват и пропустил четвертьфинал с «уоллабис». В 2015 и 2016 годах братья Грей стали безальтернативным выбором во второй линии «чертополохов» — несмотря на то, что они играют в разных клубах, регбисты образовали прочную связку и регулярно возглавляют рейтинг сборной по количеству совершённых захватов.